# Château de Blossac
Ne doit pas être confondu avec Hôtel de Blossac.
Pour les articles homonymes, voir Blossac.
Le château de Blossac est un château du XVIIe siècle situé sur la commune de Goven en Ille-et-Vilaine à 11 km au sud-ouest du centre de Rennes. Les terres sur lesquels il a été construit appartenait au XIIe siècle au Seigneur de Bélozac dont le nom est resté attaché au lieu, par déformation d’usage. (le suffixe -ac (de -acum) suggère une ascendance gallo-romaine.)

## Localisation
Le château se situe au centre du département d’Ille-et-Vilaine et nord-est de la commune de Goven. 

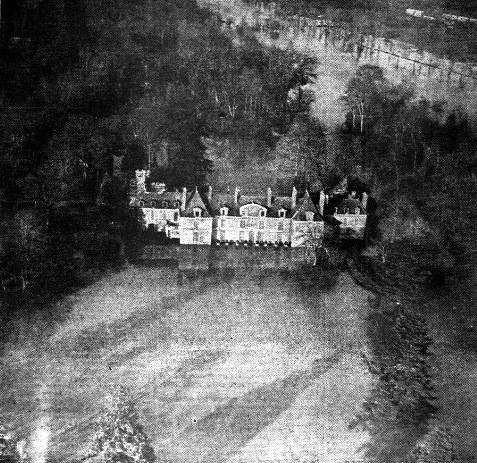
Le château de Blossac lors de l'inondation provoquée par la crue de la Vilaine des 3 et 4 janvier 1936 (journal L'Ouest-Éclair du 5 janvier 1936).

Il se trouve à la confluence du Meu et de la Vilaine qui est également le tripoint des frontières de Goven, Bruz et Chavagne. Un canal entre ces deux cours d'eau forment une île.
Un journaliste qui a survolé en avion la zone inondée raconte : « Voici le château de Champcors, complètement entourés par les eaux. La route de Chavagne est coupée. Filant sur Pont-Réan, nous survolons le château de Blossac, une perle qui scintille sous les feux du soleil au milieu de la masse sombre des bosquets qui l'entourent, et dont le vif éclat se reflète dans le miroir des eaux. Le Meu décidément n'est pas plus sage que la Vilaine, dont les débordements, à Pont-Réan, atteignent une proportion désastreuse. Le temps de nous rendre compte que les terrasses de Chartier et de Boguais sont transformées en piscine et que pour se promener dans la rue centrale du bourg il faut jouer au gondolier de Venise ».

## Histoire
Le château actuel fut construit par Louis de La Bourdonnaye, seigneur de Coëtion, conseiller au Parlement de Bretagne, lorsqu'il acquit la terre de Blossac en 1671, où dormait un vieux manoir, du XVe siècle, dont il ne reste qu'une tourelle. Il restera la propriété de cette illustre famille rennaise pendant tout le XIXe siècle.
Au XVIIIe siècle les importants travaux comportent la construction de la chapelle qui fut bénie en 1769 et de l'aile attenante. La porte centrale de la façade orientale est datée de 1760.

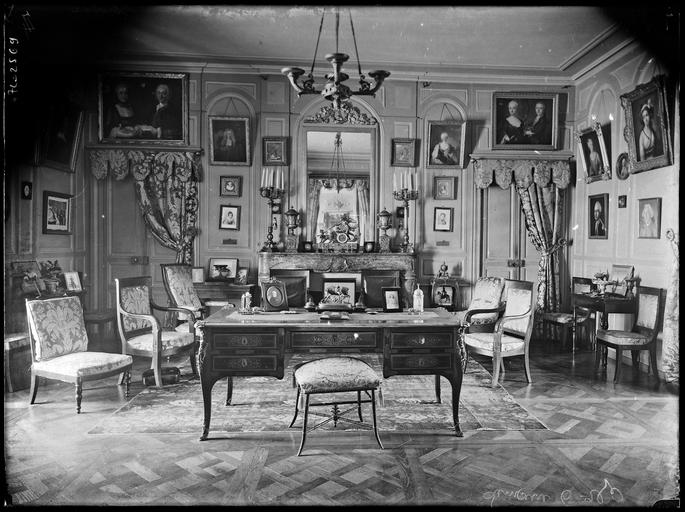
Bureau vers 1900 par Gustave William Lemaire.

Le château a été photographié entre 1900 et 1920 par Gustave William Lemaire.
Pendant la Seconde Guerre mondiale, il fut occupé successivement par les troupes allemandes, américaines puis françaises.
Ses façades et toitures font l’objet d’une inscription au titre des monuments historiques depuis le 15 mars 1957.
Ce château est dans la même famille depuis sa construction. Il appartient aujourd'hui à la famille La Rousserie, petits-enfants de la dernière du nom La Bourdonnaye (branche aînée), Claire de Pluvié (épouse d'Henri de Pluvié).
En janvier 2025, le parquet du château est détruit lors d'une inondation.

## Architecture

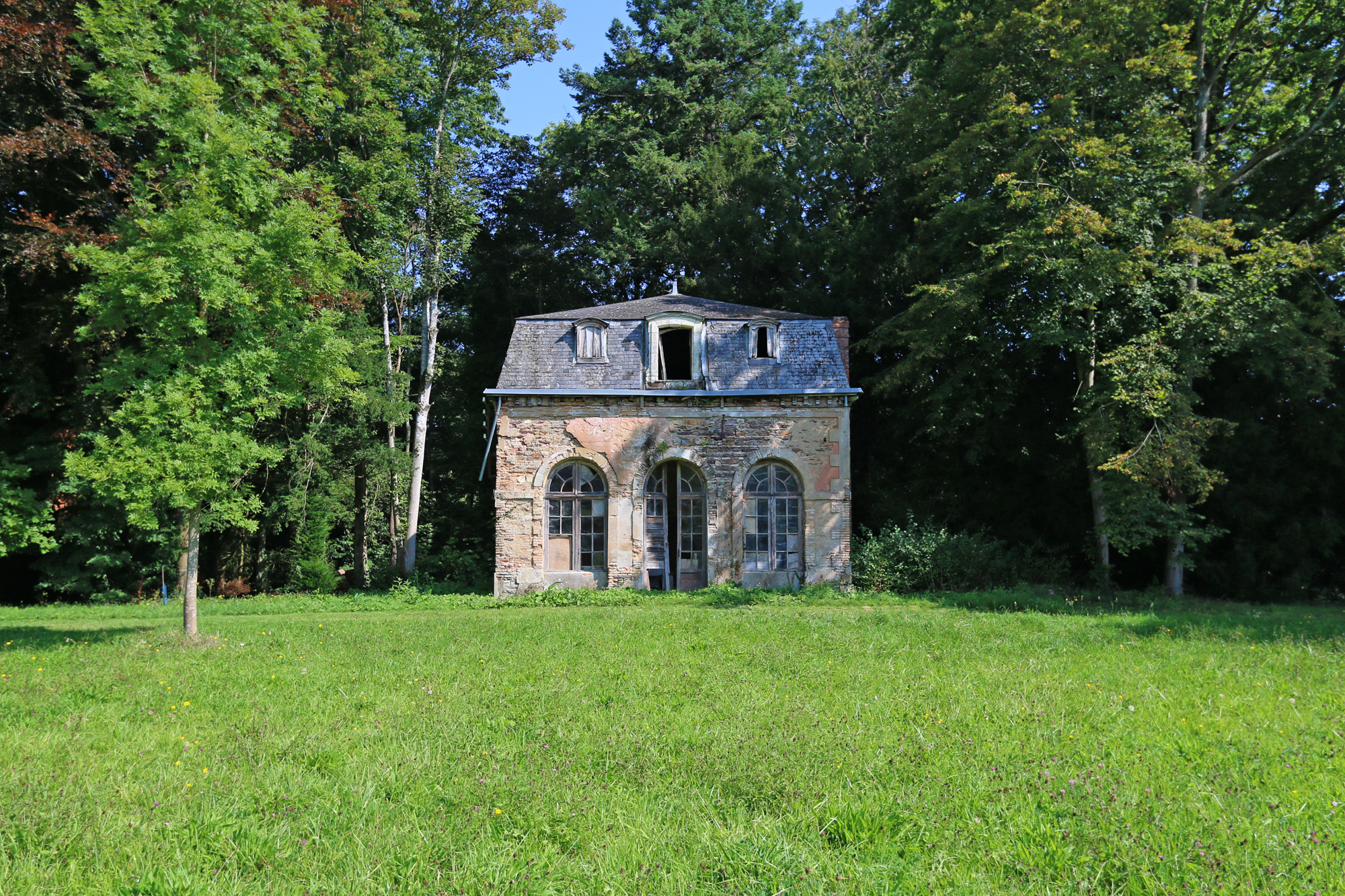
L'orangerie à côté du château de Blossac.

Il est bâti selon un plan traditionnel : le bâtiment central à quatre travées est flanqué de deux pavillons saillants, et les deux ailes latérales du XVIIIe siècle limitent une cour d'honneur. La seule particularité architecturale réside dans la présence de deux tours creuses.
La façade comporte une corniche avec des modillons prenant l'aspect d'une console, et un fronton circulaire portant des armoiries.
Les lambris de la bibliothèque proviennent de l'hôtel Julien, rue Vivienne à Paris.